# Вписана фігура

Трикутник, вписаний у коло

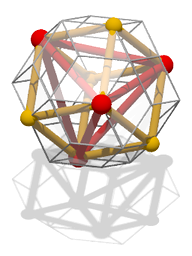
Тетраедр (червоний), вписаний у куб (жовтий), який, у свою чергу, вписаний у ромбічний ромботриаконтаедр (сірий).
(Відкрити модель, що обертається)

В геометрії вписана плоска фігура або тіло — це фігура або тіло, яке оточене іншою геометричною фігурою або тілом і «щільно вписується» всередину. Сказати, що «фігура F вписана у фігуру G» означає те ж саме, що «фігура G описана навколо фігури F». Коло чи еліпс, вписаний у опуклий многокутник (або сфера чи еліпсоїд, вписаний у опуклий многогранник), є дотичними до кожної сторони чи грані зовнішньої фігури. Многокутник, вписаний у коло, еліпс чи многокутник (або многогранник, вписаний у сферу, еліпсоїд чи многогранник), має кожну вершину на зовнішній фігурі; якщо зовнішня фігура є многокутником або многогранником, то на кожній стороні зовнішньої фігури повинна бути вершина вписаного многокутника або многогранника. Вписана фігура не обов'язково має унікальну орієнтацію; це легко побачити, наприклад, коли дана зовнішня фігура є колом, і в цьому випадку обертання вписаної фігури дає іншу вписану фігуру, конгруентну вихідній.
До відомих прикладів вписаних фігур належать кола, вписані в трикутники або правильні многокутники, і трикутники або правильні многокутники, вписані в кола. Коло, вписане в будь-який многокутник, називається його вписаним колом, і в цьому випадку багатокутник називається описаним. Многокутник, вписаний у коло, називається циклічним многокутником, а коло — його описаним колом.
Внутрішній радіус або філінг-радіус заданої зовнішньої фігури є радіусом вписаного кола або сфери, якщо такі існують.
Наведене вище визначення припускає, що об'єкти, про які йде мова, вбудовані в дво- чи тривимірний евклідів простір, але його можна легко узагальнити до вищих розмірностей та інших метричних просторів.
Альтернативне використання терміна «вписаний» розкривається в гіпотезі про вписаний квадрат, згідно з якою квадрат вважається вписаним в іншу фігуру (навіть не опуклу), якщо всі чотири її вершини знаходяться на цій фігурі.

## Властивості
- Кожне коло має вписаний трикутник із будь-якими трьома заданими кутами (сума яких, звичайно, дорівнює 180°), і кожен трикутник можна вписати в деяке коло (яке називається його описаним колом).
- Кожен трикутник має вписане коло, яке називається вписаним колом.
- Кожне коло має вписаний правильний многокутник з n сторонами для будь-якого n ≥ 3, і кожен правильний многокутник можна вписати в деяке коло (яке називається його описаним колом).
- Кожен правильний многокутник має вписане коло, і кожне коло можна вписати в деякий правильний многокутник із n сторонами для будь-якого n ≥ 3.
- Не кожен многокутник, у якого більше трьох сторін, має вписане коло; ті многокутники, які мають вписане коло, називаються описаними многокутниками. Не кожен многокутник, у якого більше трьох сторін, є вписаним в коло многокутником; ті багатокутники, які можуть бути вписані в коло, називаються циклічними многокутниками.
- Будь-який трикутник можна вписати в еліпс, який називається його еліпсом Штейнера[en] або просто еліпсом Штейнера, центром якого є центроїд трикутника.
- Кожен трикутник має нескінченну кількість вписаних еліпсів. Один із них — коло, а інший — еліпс Штейнера, дотичний до трикутника в серединах сторін.
- Кожен гострокутний трикутник має три вписаних квадрата. У прямокутному трикутнику два з них збігаються один з одним, тому існує лише два різних вписаних квадрата. Тупокутний трикутник має єдиний вписаний квадрат, одна сторона якого збігається з частиною найдовшої сторони трикутника.
- Трикутник Рело або взагалі будь-яка крива сталої ширини може бути вписана з будь-якою орієнтацією всередину квадрата відповідного розміру.